# Jejosephia
Jejosephia, ou melhor ainda Ieiosephia, é um género botânico pertencente à família das orquídeas (Orchidaceae).